# Luis Alberto Costales
 (septembre 2010).
Œuvres principales
- Exiliado en el verso (es)
- Sobre el pomo de la tierra

Luis Alberto Costales Cazar, né le 24 décembre 1926 à Riobamba et mort le 1er février 2006 dans la même ville, est un poète, écrivain, philosophe, enseignant, orateur et homme politique équatorien.

## Biographie
Poète amoureux de sa ville, créateur de l'épopée lyrique des paysages conjugués, il utilise un vocabulaire étendu, éloquent et un large éventail d'œuvres littéraires.
Les titres de ses œuvres sont, entre autres : Bucoliques et une vie simple, Carnets culturels, Lettres de l'Université de Chimborazo, The earth knob, Exiliado en el verso (es).
Il fut cofondateur du parti de la Gauche démocratique en étant membre du Conseil des premiers exécutifs nationaux, composé d'Alfredo Buendia, Rodrigo Borja, Teran Fidel Jaramillo, Efren Cocíos et d'autres.
Luis Alberto Costales Cazar est l'un de ces exemples de grands hommes originaires de Riobamba ayant guidé et contribué au développement de la société, particulièrement par sa vocation pour la formation des jeunes et de sa haute valeur humaniste et civique.

### Au début

Signature de Luis Alberto Costales.

Fils de Don Luis Costales Cevallos Arsecio et Dona Esther Hunt Lucia Chavez, il assiste en 1927 à Riobamba , à l'inauguration solennelle du monument Pedro Vicente Maldonado, un personnage admiré, dont il se souvient l'avoir chanté de nombreuses fois. Un événement qui marquera sa première enfance.
Son enfance et sa jeunesse se sont partagées entre les exploitations agricoles qui appartenaient à ses parents : Maguazo, LANL, Ocpote, La Quinta Floride et San Pablo. " De toutes ces émotions stockées dans votre cœur effervescent, moments agréable en famille : des réunions intimes à la lumière des bougies, qui privilégie la voix des histoires de son père avec des anecdotes historiques, parfois et d'autres romans classiques et histoires courtes.
À une occasion, dans ma circonscription, par une église voisine, entend d'abord le tintement d'une cloche, et son jeune âge, pensait que c'était une manifestation divine, alors il décide d'écrire son premier poème. Ce bruit, plus joyeux, gravé à jamais dans son âme. "
En 1932, il fait sa première année d'études à l'École Simon Bolivar de Riobamba.
Pour sa deuxième année d'études, il rejoint l'école Saint-Thomas-l'Apôtre de Riobamba (STAR), dirigée par les Pères Salésiens, qui conservent le message du Christ de Don Bosco, et donnent des cours de peinture par le prêtre italien José Ferraris.
Ses études secondaires se passent au collège San Felipe Neri dans la même ville, tenu par les jésuites, où est né son amour de la littérature, la musique et autres expressions artistiques, en ayant eu le privilège d'écouter des messes grégoriennes à plusieurs reprises, dirigées par le grand chanteur jésuite Eugène Goetz.
En 1945, il rejoint le corps professoral en études internationales (diplomatie) de l'université centrale de l'Équateur, dans la ville de Quito, et est nommé vice-président de l'Association étudiante. Il obtient le premier prix de la Déclaration interuniversitaire  citoyen sur les droits de l'homme en 1950. Avec d'autres jeunes rebelles de l'époque, y compris Abraham Romero Cabrera, il fonde le Mouvement d'action équatorienne nationaliste révolutionnaire  (ARNE).

### Dans la ville de Quito
Lors de son séjour à Quito, il est partagé entre l'enseignement professionnel et la culture des lettres, et de savoir comment participer à la "Cafeteria Cafe Bohemia"
située dans le cœur de la capitale, où il a eu l'occasion de rencontrer et de se faire ami avec des poètes de renom tels que: Benjamin Carrión (en), César Dávila Andrade (en), qui fut appelé "Le Fakir", entre autres.
Bohemio Café est un endroit pour partager des moments d'amitié et d'échange des documents qui ont été lus, admirés et critiqués par ceux qui sont présents, le tout accompagné par les performances superbes au piano du célèbre compositeur et maître, Uberto Santacruz. Ces contacts avec des personnalités littéraires de l'époque lui ont inspiré son approche et sa passion intacte pour les arts.
À l'âge de 23 ans, deux ans avant de terminer sa carrière universitaire, il se marie avec une dame distinguée de Riobamaba, Aida Dona Violeta Moncayo Teran, puis il obtient son doctorat en droit international dont la thèse a été honorée et archivée dans les archives de l'Université centrale.
On assiste à la naissance de leur premier fils, Luis Eduardo, à Quito et, de retour à sa ville bien-aimée, à celles de ses filles et fils : María del Pilar, Carlos Rodrigo, Lucía Elena, Lourdes Jacqueline Susan et Nancy.

### Carrière politique
Dans le domaine politique, et jusqu'en 1959, il s'aventure dans les rangs du Parti libéral-radical, et devient le directeur provincial pour une période de huit années consécutives. 1960, il siège en tant que directeur de campagne présidentielle de Galo Plaza Lasso.
Par l'élection populaire, il devient le conseiller du canton de Riobamba en 1962, et en 1963, il est nommé directeur de la province de Chimborazo. La même année, il siège en tant que président de la branche de l'Agence, actuellement équivalent au Préfet, une position que, des années plus tard, il laisse à son  premier fils Luis Eduardo Teran Costales. Puis, en 1967, il sert à la tête de la campagne présidentielle de M. Andrew F. Cordoue, son ami intime, qui l'appelle affectueusement « Lluro Cordova ». Il quitte le Parti libéral après la signature de la fameuse " mordre pacte " et rejoint la Gauche démocratique, alors mouvement indépendant. Dans l'année 1970, à la première convention de ce mouvement dans la ville de Quito, Luis Alberto Costales devient son premier président national. Parti qui, en 1986, est devenu la première force politique en Équateur et qui amène à la présidence de la République  Rodrigo Borja Cevallos. Il convient de noter que Luis Costales Alberto était un de ces rares hommes politiques purs, qui, en restant dans le pays, n'ont jamais fait prévaloir des intérêts personnels, des compromis ou des accords qui auraient été au détriment de sa dignité. Il répétait toujours ce qui suit : 'Si je meurs, je vais mourir, mais debout, la tête haute et avec ce qui, sur mon penachito de tête, s'appelle la dignité. Et en effet, c'est ce qu'il a fait. En 1988, il a été nommé directeur provincial de l'Institut de sécurité sociale régionale IESS 5, un poste de grande responsabilité, qu'il a occupé pour une période de trois ans. Dans la même année, il fonde le groupe culturel, Ateneo "José Maria Roman" Chimborazo, à la demande de son ami et président national, M. William V. Bossano. En 1991, il a été élu suppléant de la province de Chimborazo, le Parti de la gauche démocratique.

### Dernières années

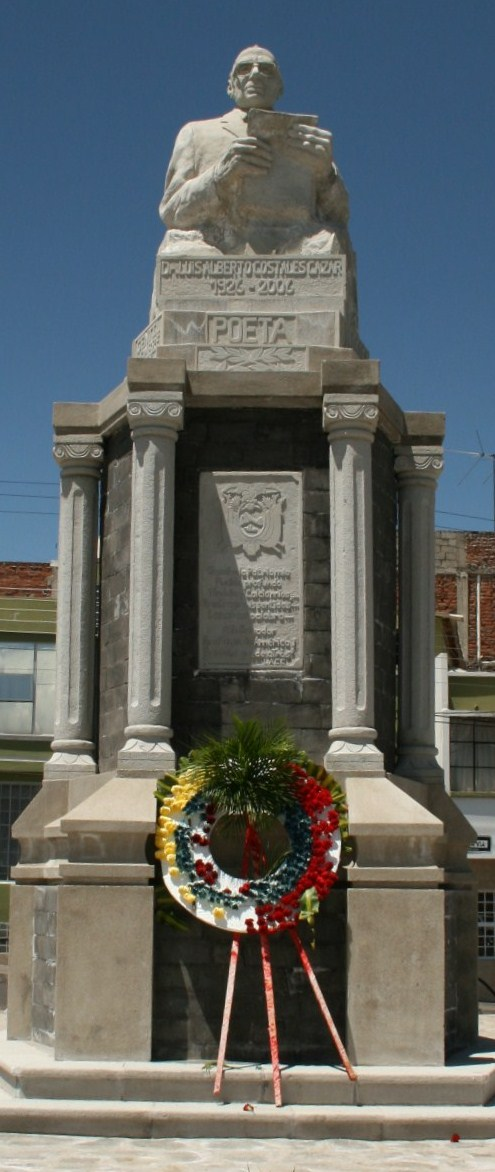
Luis Alberto Costales Cazar Memorial à Riobamba (Eddie Crespo, 2009).

Il cherche un endroit pour trouver la paix tant désirée et mener une vie simple, naturelle, capable de " garder le silence ", et se réfugie dans sa petite villa, qu'il appelle " Bureau des illusions ", où la lumière pénètre par de grandes fenêtres, tandis que les livres et documents pâles sont enterrés dans son ancien bureau.
Le poète se consacre aux nécessités de la parole, de la pensée, et à la lecture en profondeur de la connaissance philosophique, afin de créer une œuvre littéraire dans laquelle prédominent les sentiments les plus purs.
Il y examine les pages de son admiré Montalvo, Juan de Velasco, Cervantes, Sartre, Compte, Socrate, Platon, Aristote, Quevedo, Victor Hugo et de nombreux autres personnages illustres, accompagné par les mélodies de Beethoven, Berlioz, Mendelssohn, Vivaldi, Debussy, Strauss et Schubert, et des auteurs capables d'émotions suprêmes pour combler le « Bureau des illusions ».
À la mi-2005, Luis Alberto Costales tombe gravement malade, victime d'un cancer du poumon auquel il ne peut échapper. En juillet de cette année, la Casa de la Cultura Benjamín Carrión Chimborazo, décide de publier son livre Le Earth Knob, événement auquel il reçoit également un hommage, par certaines institutions et organisations culturelles de la ville.
Il passe les huit derniers mois de sa vie dans cette ville bien-aimée, sous les soins et l'affection de sa famille et de ses amis, et meurt le 1er février 2006.